# Joy Chant
Joy Chant (eigentlich Eileen Joyce Rutter; * 13. Januar 1945 in London) ist eine britische Schriftstellerin.

## Leben
Eileen Joyce Chant wurde als Tochter des Zeichners John Maxwell Chant und von Glenys, geborene Sherwell, 1945 in London geboren. Sie studierte Bibliothekswissenschaften am College of Librarianship Wales. Seit 1966 arbeitete sie als Bibliothekarin in Havering, London.
1970 erschien ihr erster Roman Red Moon and Black Mountain, eine klassische Fantasy-Geschichte um das House of Kendreth, der mit The Grey Mane of Morning (1977) und When Voiha Wakes (1983) fortgesetzt wurde.
1983 veröffentlichte Chant The High Kings, eine Sammlung von Nacherzählungen keltischer Legenden aus dem Bereich der Matière de Bretagne und Artuslegende.

## Werke
- Red Moon and Black Mountain. The End of the House of Kendreth (1970)
  - Deutsch: Roter Mond und schwarzer Berg. Stuttgart 1978, ISBN 3-12-901470-5.
- Fantasy and Allegory in Literature for Young Readers. Aberystwyth 1971.
- The Grey Mane of Morning (1977)
  - Deutsch: Der Mond der brennenden Bäume. München 1981, ISBN 3-442-23803-X.
- The High Kings (1983)
  - Deutsch: Könige der Nebelinsel : Das Buch der keltischen Königssagen. Bergisch Gladbach 1984, ISBN 3-404-28125-X.
- When Voiha Wakes (1983)
  - Deutsch: Wenn Voiha erwacht. München 1984, ISBN 3-442-23845-5.
- Die Mauern von Kophitel. In: Peter Wilfert (Hrsg.): Goldmann Fantasy Foliant I. Goldmann Fantasy #23819, 1983, ISBN 3-442-23819-6.